# Harry Llewellyn
Henry Morton Llewellyn, detto Harry (Aberdare, 18 luglio 1911 – Abergavenny, 15 novembre 1999), è stato un cavaliere britannico.
Ha vinto due medaglie olimpiche nell'equitazione: una medaglia d'oro alle Olimpiadi 1952 svoltesi ad Helsinki nella gara di salto ostacoli a squadre e una medaglia di bronzo alle Olimpiadi 1948 tenutesi a Londra, anche in questo caso nel salto ostacoli a squadre.